# Велике Вентовзее
Велике Вентовзее (нім. Große Wentowsee) — природне озеро на півночі землі Бранденбург. Частина його належить місту Ґранзее (райони Зайлерсгоф і Данненвальде ), а решта — місту Фюрстенберґ/Гафель (район Торнов). На його берегах розташовані міста Данненвальде, Рінґслєбен, Торнов, Марієнталь, Цабельсдорф і Вентов.
Велике Вентовзее — це вапнякове озеро на північному сході природного району Ґранзеер-Плятте. Його рівень води знаходиться на висоті 47,5 м н.р.м. Має площу 279 га і максимальна глибина 4 м. Ефективна ширина 3650 м, корисна довжина 960 м. Острови Der Raatz і Schönwerder, а також ще один острів знаходяться в озері. Площа водозбірного басейну Великого Вентовзее становить 21300 га На заході має доплив води з Малого Вентовзее, яке сполучене з Польцовським каналом. Крім того, кілька канав впадають у Велике Вентовзее, включаючи Старе Зібґрабен і Ґренцбек з півночі. На сході Торновфліс утворює природний витік до Гафеля. Крім того, канал Вентов з Марієнтальським шлюзом з'єднують Велике Вентовзее з Гафелем. Непряма течія до Гафеля відбувається через Піперґрабен у південно-східному напрямку.
До 1950 року Велике Вентовзее було кордоном між землею Мекленбурґ і землею Бранденбурґ. Разом із Кляйнер-Вентовзее та каналом Вентое воно є частиною Верхнього водного шляху Гафеля як Водний шлях Вентова. Велике Вентовзее є частиною природного парку Озера Уккермарк, яке є частиною заповідної території Фюрстенберзького лісу та озер.